# María Laura Stratta
María Laura Stratta (Victoria, Entre Ríos, 22 de febrero de 1976) es una política argentina. Se desempeñó como Ministra de Desarrollo Social y Vicegobernadora de Entre Ríos, siendo la primera mujer en ocupar ese cargo en la provincia.  Actualmente es Diputada provincial de Entre Ríos, cargo que ya desempeñó entre 2011 y 2015. Realizó sus estudios universitarios en la Facultad de Ciencias de la Educación de la Universidad Nacional de Entre Ríos (UNER), donde obtuvo el título de Licenciada en Comunicación Social.

## Orígenes
Hija de Juan Carlos Stratta, político de trayectoria en el partido Justicialista, fue intendente la ciudad de Victoria (1987-1991), diputado provincial (1983-1987 / 1991-1995) y senador (1995-1999). Su madre, María Alcira Liprandi, se desempeñó como docente.

## Carrera política
Su carrera política ha estado signada por el compromiso con el trabajo social y solidario, junto a organizaciones de la comunidad. Fue referente provincial del Programa Banco Popular de la Buena Fe del Ministerio de Desarrollo Social de la Nación y coordinadora de la sistematización en Entre Ríos del Programa de Fortalecimiento de las Instituciones de Microcrédito.
En octubre de 2011 fue elegida diputada provincial para el período que concluyó el 10 de diciembre de 2015. Durante esos cuatro años, fue presidenta de la Comisión de Legislación General y ocupó la presidencia ad honorem del Instituto Becario provincial. 
Dentro de su tarea legislativa, se destaca por ser autora de la Ley 10.151 de economía social de Entre Ríos sancionada el 12 de julio de 2012 y del proyecto de ampliación de la licencia por maternidad, paternidad y adopción.

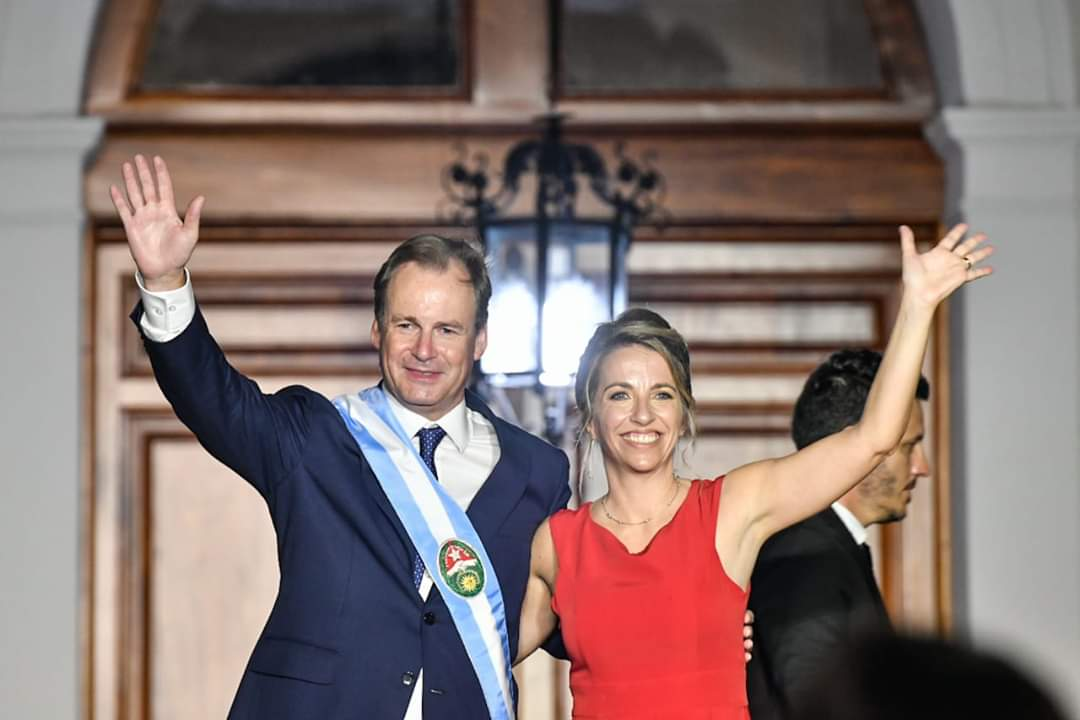
Acto de asunción Bordet - Stratta

Fue candidata a la intendencia de la ciudad de Victoria por el partido Justicialista. 
Entre el 10 de diciembre de 2015 y hasta el fin de la gestión del primer mandato de Gustavo Bordet en 2019, fue designada ministra de Desarrollo Social por la provincia de Entre Ríos. En ese cargo se destacó por impulsar proyectos de fortalecimiento de la economía social y de organizaciones sociales. 
Desde sus diferentes cargos se ha ocupado por estimular la generación de iniciativas que contribuyeran a disminuir las brechas de género en diferentes ámbitos.
Fue asesora en el Congreso de la Nación de legisladores nacionales y también de la Convención Constituyente 2008, que reformó la Carta Magna de Entre Ríos.
También trabajó como asesora política para referentes de la vida pública entrerriana como Héctor Maya, Graciela Bar y Luis Miguel Márquez.

## Vida privada
Casada con Marcelo Bertelotti, con quien tiene dos hijos, Juan y Bruno.